# John J. Medina
John J. Medina (...) è un biologo molecolare dello sviluppo con particolari interessi di ricerca nell'isolamento e nella caratterizzazione di geni coinvolti nello sviluppo del cervello umano e nella genetica dei disturbi psichiatrici.

## Biografia
Medina ha trascorso la maggior parte della sua vita professionale come consulente di ricerca analitica, lavorando principalmente nelle industrie biotecnologiche e farmaceutiche su questioni di ricerca relative alla salute mentale.
È stato il direttore fondatore dell'Istituto di Ricerca Talaris, che sostiene ricercatori come Patricia Kuhl e John Gottman. Ha diretto Talaris fino al 2006, e adesso è il direttore del Centro Cervello per la Ricerca sull'Apprendimento Applicato presso l'Università di Seattle Pacific, che si è occupato di creare ambienti di apprendimento presso il Woodland Park Zoo. È anche professore affiliato di Bioingegneria presso la Scuola di Medicina dell'Università di Washington.